# Хлебниково (Марий Эл)
Хлебниково — село в Мари-Турекском районе Марий Эл Российской Федерации. Центр Хлебниковского сельского поселения.
Численность населения — 939 чел. (2010 год).

## География
Располагается на правом берегу реки Руянка, в 29 км к юго-востоку от районного центра — пгт Мари-Турек.

## История
Поселение было основано в 1817 году, названо по фамилии первых поселенцев.
В 1839 году была построена деревянная церковь, возле которой поселились священники и крестьяне, обслуживавшие храм. В 1881 году была построена каменная церковь Рождества Пресвятой Богородицы. В советское время церковь была закрыта и частично разрушена, здание храма использовалось под Дом культуры. В 2007 году в храме возобновились богослужения..
В 1870 году открыто земское училище.
В 1882 году Хлебниково получило статус центра одноимённой волости. С образованием Марийской автономной области волость вошла в состав Сернурского кантона.
В 1922 году в селе открыт детский дом. В селе было сосздано Хлебниковское торгово-кооперативное движение «Красный инвалид» и рабоче-крестьянское потребительское общество.
В 1924 году Хлебниково вошло в состав Мари-Турекского кантона. В 1925 году открыт ветеринарный пункт. 

## Население
| 2002 | 2010 |
| ---- | ---- |
| 1006 | ↘939 |

## Описание
В селе работает Хлебниковская средняя общеобразовательная школа, врачебная амбулатория Мари-Турекской центральной районной больницы, дом культуры, библиотека и магазины.
В селе действует Церковь Рождества Пресвятой Богородицы. При храме имеется освященный источник.
В Хлебникове захоронен герой Первой мировой войны лётчик-ас Кокорин Николай Кириллович, героически погибший в 1917 году. Памятник лётчику был разрушен в 1934 году, в настоящее время восстановлен.